# Alan Lerwill
Alan Leslie Lerwill (* 15. November 1946 in Portsmouth; † 6. Februar 2021) war ein britischer Leichtathlet.
Im Weitsprung schied er bei den Olympischen Spielen 1968 in Mexiko-Stadt und bei den Europameisterschaften 1969 in Athen in der Qualifikation aus.
1970 gewann er für England startend bei den British Commonwealth Games in Edinburgh Bronze im Weitsprung und wurde Zehnter im Dreisprung. Bei der Universiade siegte er im Weitsprung.
1971 gelang ihm beim Weitsprung der Europameisterschaften in Helsinki in der Qualifikation kein gültiger Versuch. Bei den Olympischen Spielen 1972 in München kam er im Weitsprung auf den siebten Platz.
1974 siegte er bei den British Commonwealth Games in Christchurch im Weitsprung und wurde erneut Zehnter im Dreisprung. Bei den Halleneuropameisterschaften in Göteborg wurde er Sechster im Weitsprung. Bei den Europameisterschaften in Rom belegte er im Weitsprung der sechsten Platz und schied in der 4-mal-100-Meter-Staffel im Vorlauf aus.
Im Weitsprung wurde er viermal Englischer Meister (1970, 1972, 1974, 1975) und dreimal Englischer Hallenmeister (1970, 1971, 1973).

## Persönliche Bestleistungen
- Weitsprung: 7,98 m, 29. Juni 1974, Warschau
  - Halle: 7,84 m, 9. März 1974, Göteborg
- Dreisprung: 16,10 m, 28. August 1971, London
- 100 m: 10,8 s, 1974